# Lindsell
Lindsell är en by och en civil parish i Uttlesford i Essex i England. Orten har 220 invånare (2001). Det inkluderar Holder Green och Bustard Green.